# إبراهيم بوغالي
إبراهيم بوغالي (مواليد 3 مارس 1963 بقصر بني يزقن بلدية بنورة ولاية غرداية ، وهو أحد قصور سهل وادي مزاب المصنفة ضمن التراث العالمي من قبل منظمة اليونسكو)، هو سياسي جزائري. انتخب يوم 8 جويلية 2021 رئيس للمجلس الشعبي الوطني الجزائري (البرلمان) خلفا للنائب عن حركة البناء الوطني سليمان شنين

## نبذة:
متزوج وأب لأربعة أبناء، تابع مساره التعليمي بالتدرج إلى غاية تحصله على شهادة الليسانس من معهد العلوم السياسية والعلاقات الدولية بجامعة الجزائر سنة 1986.
يتمتع السيد ابراهيم بوغالي بخبرة طويلة في قطاعي السياحة والمالية، اضطلع عام 1989 بمسؤولية إدارة وكالة غرداية للصندوق الوطني للتوفير والاحتياط كما كلف بمهام سامية ببنك البركة عام 1996 قبل أن يتولى مهام سامية بمجموعة النادي السياحي الجزائري من 1997 إلى غاية 2017.
انخرط السيد إبراهيم بوغالي في الميدانين الاجتماعي والسياسي، بتولي مهام اجتماعية وجمعوية في المنظمات العرفية والرسمية واكتسب بذلك معارف وتجربة في تنظيم وتفعيل نشاطات المجتمع المدني وسمح له رصيده الاجتماعي للفوز بثقة المواطنين حين ترشح لعضوية المجلس الشعبي لولاية غرداية للعهدة الانتخابية 2017/2021، أين انتخب رئيسا للجنة الفلاحة والري، قبل أن تتم تزكيته عام 2020، بإجماع الأعضاء، رئيسا للمجلس الشعبي لولاية غرداية.
بترشحه في الدائرة الانتخابية لغرداية ضمن القائمة الحرة "الوحدة والتداول"، انتخب السيد ابراهيم بوغالي نائبا بالمجلس الشعبي الوطني في الاستحقاقات الانتخابية للعهدة التشريعية التاسعة في جوان 2021،
ترشح السيد ابراهيم بوغالي لرئاسة المجلس الشعبي الوطني عقب تزكيته من طرف خمس مجموعات برلمانية كشخصية توافقية، وفاز بثقة زملاءه بالأغلبية المطلقة في أول جلسة علنية للمجلس بتاريخ 08 جويلية 2021، ليكون بذلك أول مترشح من بين النواب الأحرار يتولى مهام رئاسة الغرفة السفلى بالبرلمان الجزائري التعددي.

## المسارالتعليمي:
شهادة ليسانس من معهد العلوم السياسية والعلاقات الدولية سنة ،1986 جامعة الجزائر .

## المسار المهني والسياسي:
- 1989 إدارة وكالة غرداية للصندوق الوطني للتوفير والاحتياط .
- 1995 مكلف بمهام سامية ببنك البركة .
- 1997-2017 مدير وكالة غرداية للنادي السياحي الجزائري .
- 2017 جويلية - 2020 عضو المجلس الشعبي الولائي، رئيس لجنة الفلاحة والسياحة والري بالمجلس الشعبي الوالئي لولاية غرداية .
- 20 جويلية 2020 رئيس المجلس الشعبي الولائي لولاية غرداية .
- منذ 08 جويلية 2021 رئيسا المجلس الشعبي الوطني .[3]